# Економіка Науру
Економіка Науру крихітна, виходячи з чисельності населення в 2019 році, всього в 11 550 осіб. Економіка історично була заснована на видобуванні науруїтів. Оскільки запаси первинних фосфатів вичерпані до кінця 2010-х років, Науру прагнуло диверсифікувати свої джерела доходу. У 2020 році основними джерелами доходу Науру були продажі прав на рибальство в територіальних водах Науру та доходи від Регіонального процесингового центру (офшорного австралійського центру утримання під вартою іммігрантів).
Науру залежить від іноземної допомоги, в основному з Австралії, Тайваню та Нової Зеландії.

## Економіка Науру
На початку XXI століття уряд Науру зіткнувся з безліччю проблем у сфері фінансів, передусім, через зниження експорту фосфоритів. У результаті у 2002 році країна не зуміла вчасно сплатити борги перед деякими кредиторами. Уряд продовжує покладатися на ресурси Банку Науру, за допомогою якого намагається вирішити проблеми дефіциту бюджету і виплати роялті.
Грошовою одиницею Науру є австралійський долар. Рівень інфляції на острові досить високий — 4 % у 2001 року (в основному це пов'язано з підвищенням на світовому ринку цін на нафту і витрат на її транспортування). У 2000 році дефіцит бюджету становив A$ 10 млн або близько 18 % ВВП країни. Збільшився державний борг — у 2000 році він становив A$ 280 млн.